# NGC 7431
NGC 7431 is een compact sterrenstelsel in het sterrenbeeld Pegasus. Het hemelobject werd op 30 september 1886 ontdekt door de Franse astronoom Guillaume Bigourdan.

## Synoniemen
- NPM1G +25.0524
- PGC 1765321